# سیارک ۱۸۶۶۵
سیارک ۱۸۶۶۵ (به انگلیسی: 18665 Sheenahayes، نامگذاری:1998FK49) هجده هزار و ششصد و شصت و پنجمین سیارک کشف شده‌است که در ۲۰ مارس ۱۹۹۸ کشف شد.
قدر مطلق سیارک برابر ۱۶.۲ است.